# Золота Балка 15
47°21′56″ пн. ш. 33°52′49″ сх. д. / 47.36556° пн. ш. 33.88028° сх. д.

Золота Балка 15 – скіфський курган другої – третьої  чверті IV століття до н. е. . Знаходиться на території Золотобалківського курганного могильника, що поблизу села Золота Балка Нововоронцовського району Херсонської області, в групі «Рядових могил». Займає центральне місце в групі і є найбільшим в ній. Дослідження кургану здійснювалося Херсонською археологічною експедицією ІА АН УССР під керівництвом  А. І. Кубишева та С. В. Поліна протягом трьох польових сезонів 1978, 1979 та 1982 років.

## Історія дослідження
Золотобалківський курганний могильник був відкритий восени 1973 р. Херсонською археологічною експедицією ІА АН УССР під час розвідок на полях, де планувалося будівництво Золотобалківської зрошувальної системи. Археологами було виявлено близько 40 курганів, 25 з яких складали окрему групу «Рядових могил», що простягнулася на 2 км вздовж шосе Кривий Ріг – Сімферополь. Найбільшим серед них за розмірами (на момент розкопок 6 м висотою та 60 м в діаметрі) був курган № 15.

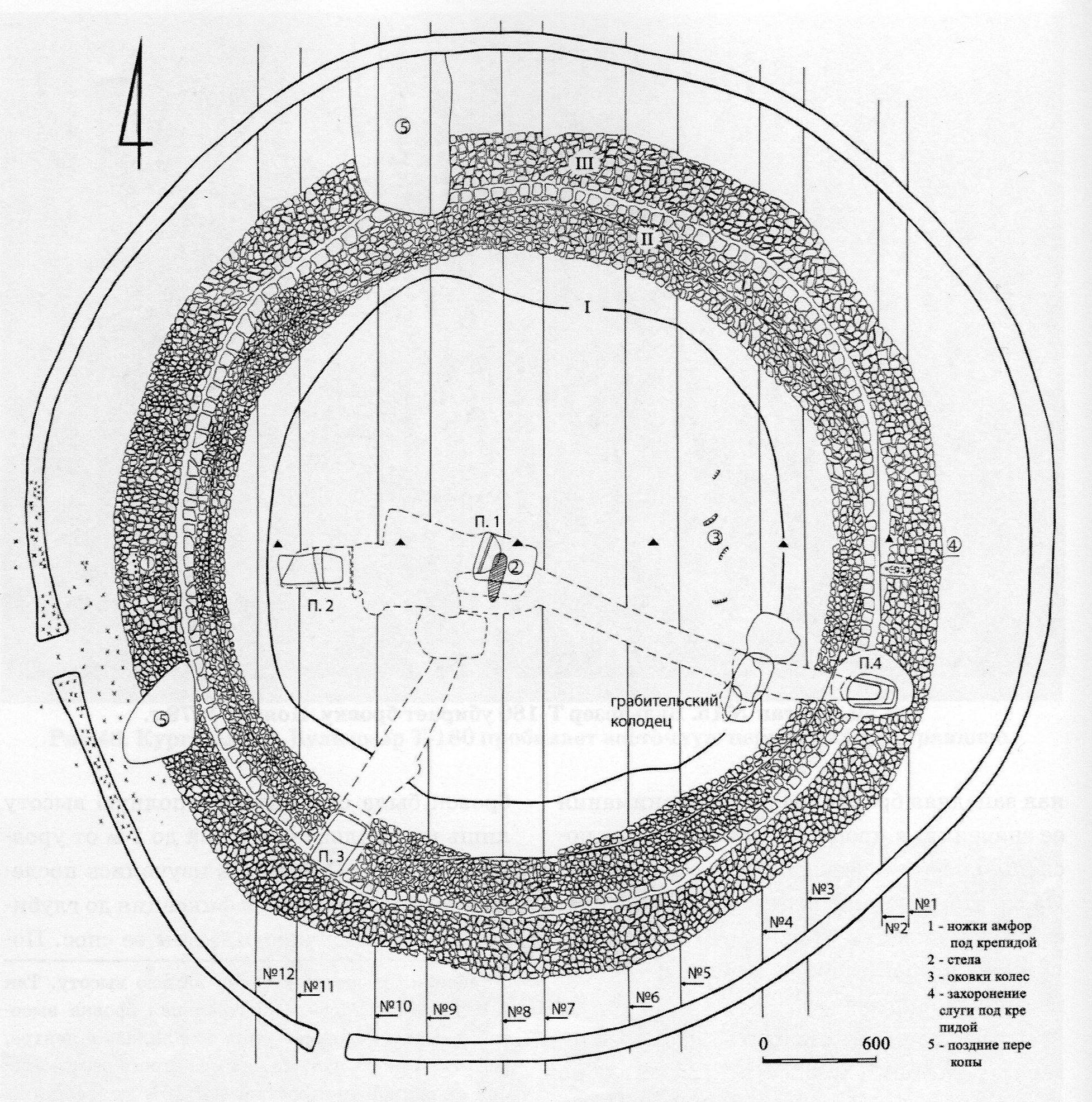
Загальний план кургану Золота Балка 15 за С. В. Поліним

В зв’язку з небажанням місцевої влади фінансувати археологічну експедицію розкопки на могильнику почалися вже після завершення будівництва зрошувальної системи і продовжувалися протягом трьох польових сезонів. В перший сезон 1978 року силами Херсонської експедиції під керівництвом А. І. Кубишева було досліджено 19 курганів. В кургані Золота Балка 15 було пробито дві центральні траншеї. В 1979 році дослідження  могильника здійснювалися Золотобалківським загоном Херсонської експедиції під керівництвом С. В. Поліна. В цьому сезоні було повністю досліджено насип кургану Золота Балка 15, та частково впускне поховання № 3. Продовжити дослідження археологам вдалося лише через два роки. В 1982 році під керівництвом С.В. Поліна курган Золота Балка 15 було повністю розкопано.

## Опис кургану
В структурі кургану виділяються три насипи, що відображають три послідовні етапи його функціонування.

### І насип - поховання № 1
І насип пов'язаний з найдавнішим в кургані похованням № 1. Вхідна яма поховання була закладена брилами вапняку. Серед каміння були знайдені залишки простих дерев'яних дверей: залізні скоби, петлі, клямки та накладки з залишками дерева. Центральне поховання належало жінці 22-25 років. Воно було пограбоване і зруйноване ще в давнину. В поховальній камері знайдено низку різноманітних речей: залізний ніж, фрагменти кістяного гребня, деталі складеного кістяного веретена, наконечники стріл, золоті бляшки та ін.

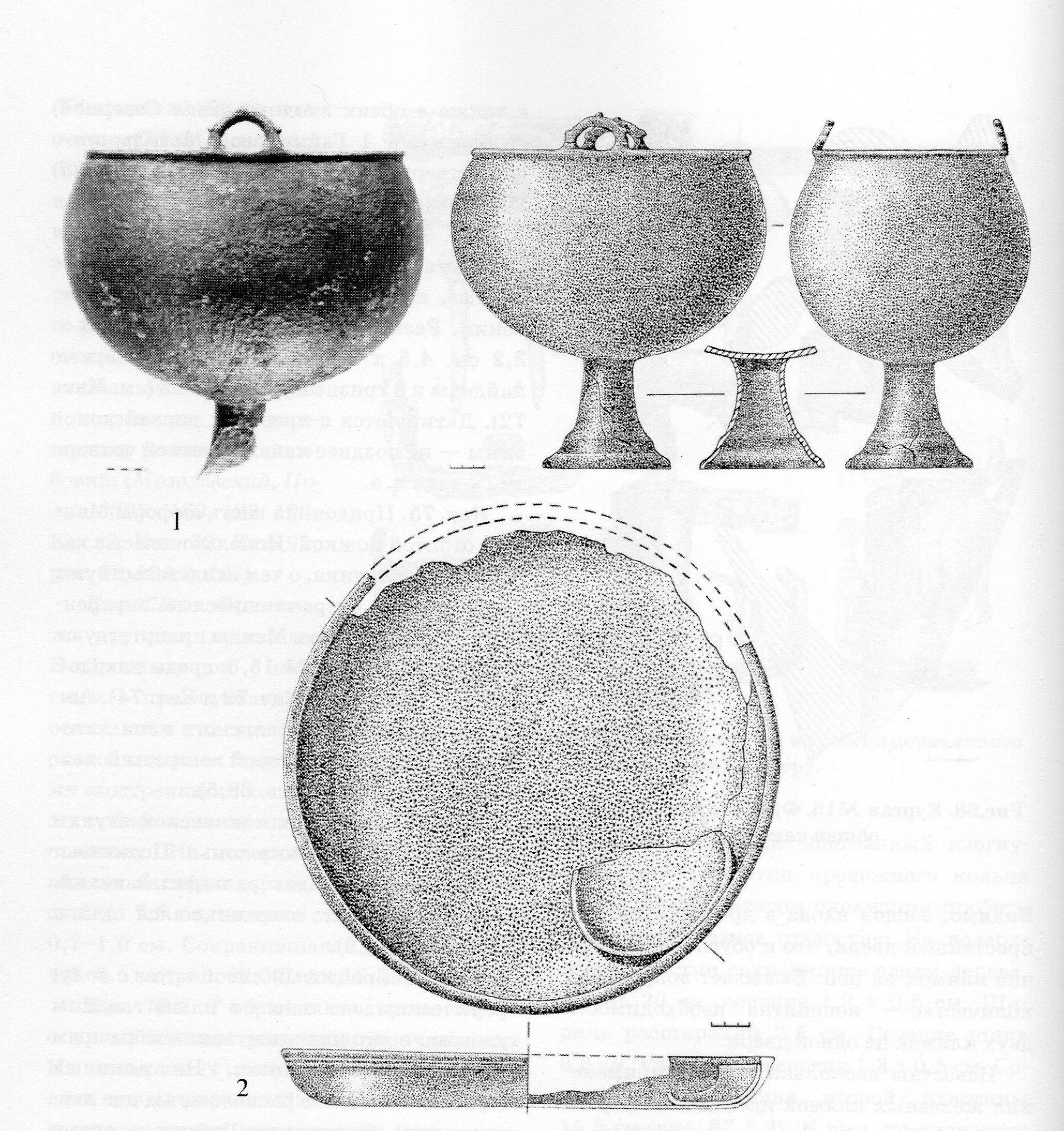
Казан з поховання № 1 та лутерій з поховання № 2 (за С.В. Поліним)

З похованням № 1 пов’язані також знайдені східніше вхідної ями залізні окуття коліс та кістяк слуги (чи служниці?), що лежав поперек дромосу поряд з бронзовим казаном.
Стратиграфія показує, що насип кургану був увінчаний крепідою, складеною з дернових валиків, а його висота сягала на момент спорудження 5 м.

### ІІ насип - поховання № 2
ІІ насип. Незадовго після спорудження першого насипу в західний край кургану було впущене поховання № 2. Після завершення будівництва насипу висота кургану становила близько 9 м. На вершину кургану було встановлено гранітну стелу на постаменті. 
Через деякий час навколо насипу було споруджено кам’яну  крепіду з масивних неопрацьованих плит вапняку і оточено курган ровом. Вхід в поховальну камеру був закладений дрібними вапняковими плитами, викладеними горизонтально.

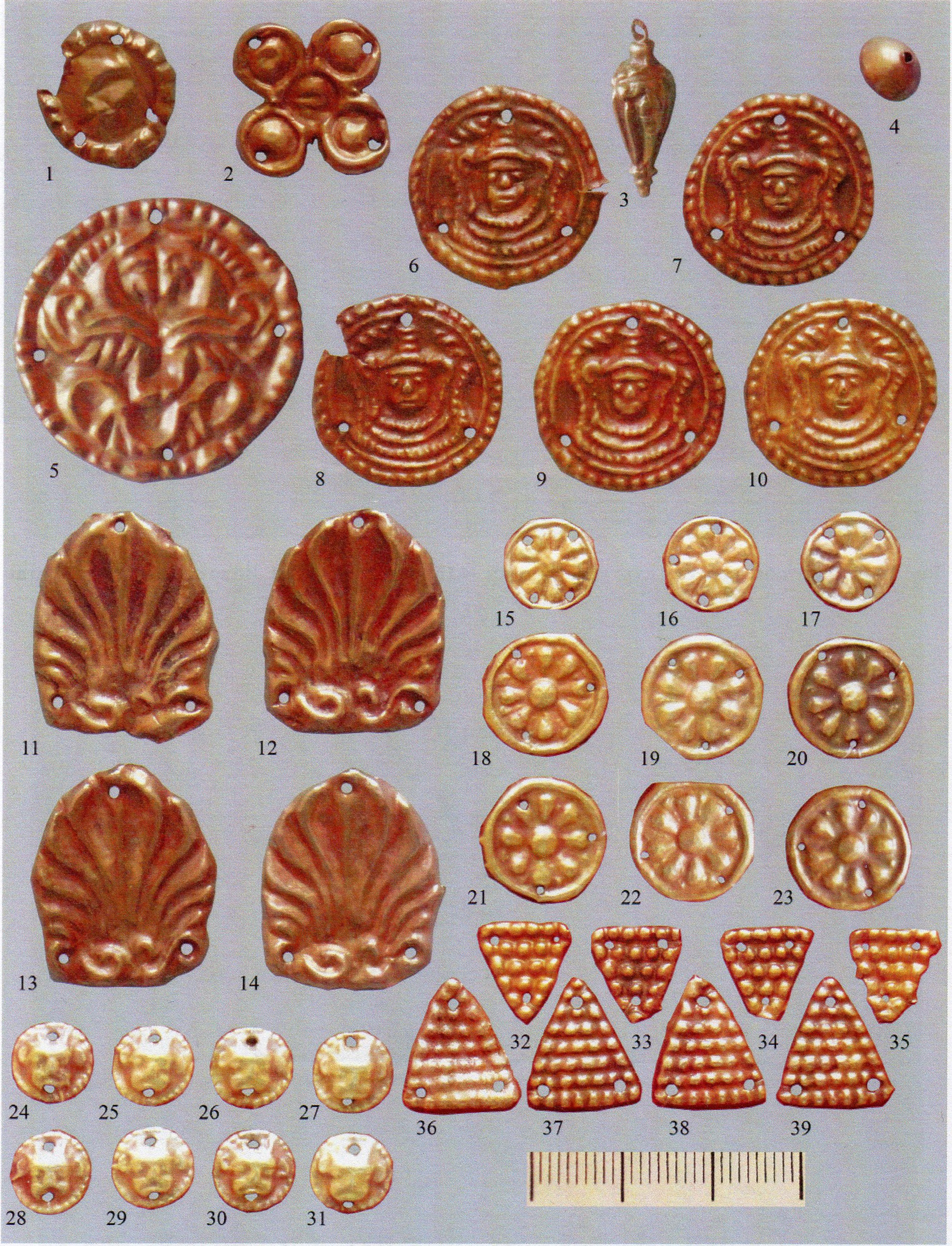
Золоті вироби з поховань № 1-3 (фото С.В. Поліна)

Поховання № 2 належало чоловіку 45-55 років. Ще в давнину воно фактично повністю було зруйноване грабіжниками.  Проте кілька речей, що лежали під східною стінкою, були знайдені археологами. Серед них бронзовий лутерій з чашою. 
З цим похованням пов’язане поховання вартового під крепідою.

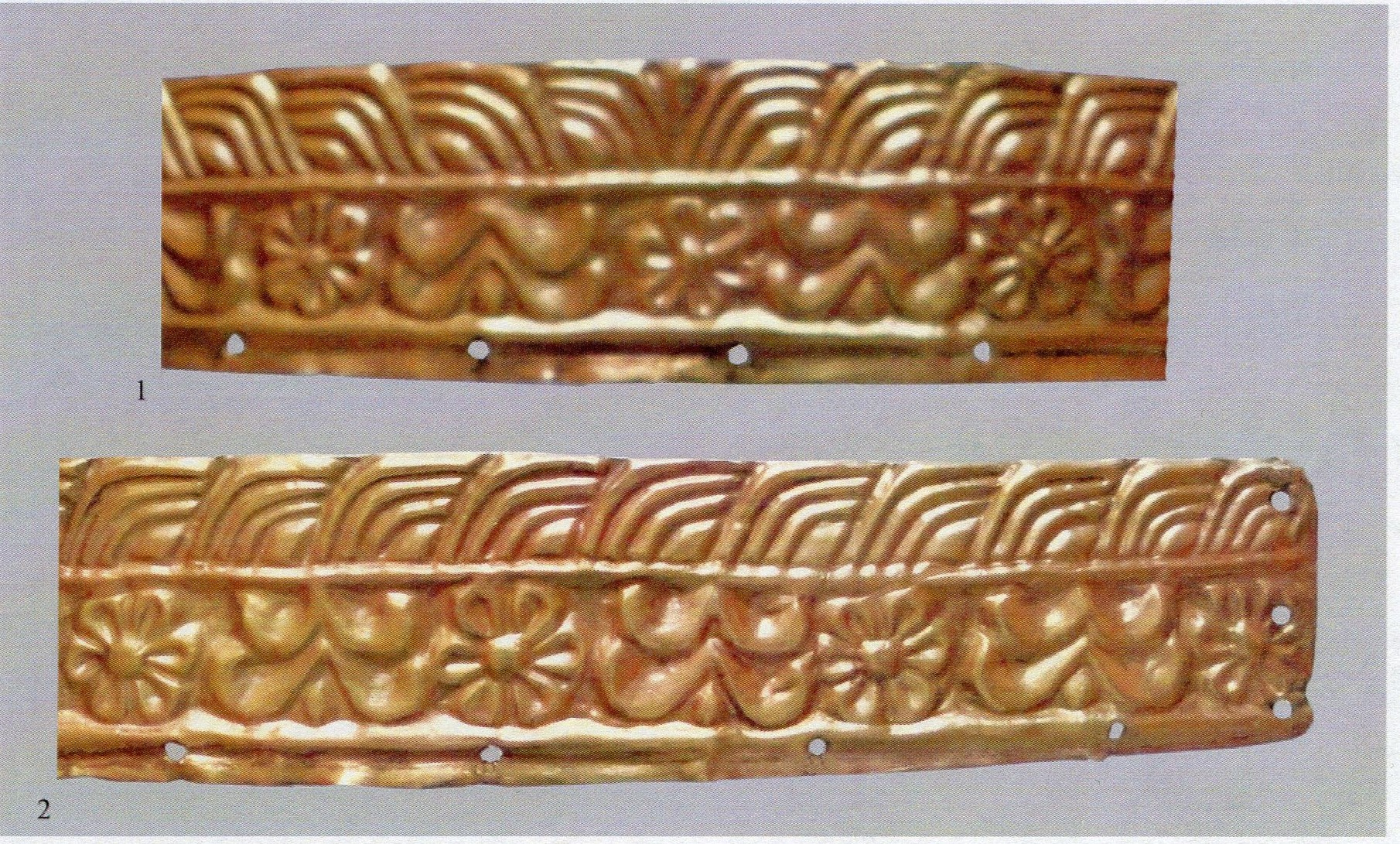
Золота метопіда з поховання № 3 (фото С.В. Поліна)

### ІІІ насип - поховання № 3
ІІІ насип пов'язаний з похованням № 3, що було впущене в попередній насип на південно-західному краю кургану, для чого було розібрано частину крепіди. 
Після здійснення поховання був споруджений ІІІ насип порівняно незначної потужності. Навколо насипу була встановлена нова кам’яна крепіда. В поховальній камері були знайдені кістки жінки 20-22 років звалені до купи в південно-західному кутку та кістяк служниці біля східної стінки. Після грабіжників вцілілі золота метопіда, бляшка з зооморфним зображенням та інші бляшки. 

### Поховання № 4
Поховання № 4 є найпізнішим впускним похованням кургану Золота Балка 15. В давній час воно було повністю пограбоване, саме з камери цього поховання грабіжники пробивали хід до центральної могили кургану.